# 光共振器
光共振器（ひかりきょうしんき、英: optical resonator）とは、対面させた鏡の間に光を閉じ込め、光の定常波を作り出すための光学機器をいう。キャビティ（cavity, optical cavity）とも呼ばれる。レーザー、光パラメトリック増幅器や、干渉計に用いられる。

## 概要
光共振器は、レーザーにおいて主要な役割を果たしている。対面させた鏡の間にレーザー媒質を封入し、光を何度も往復させることで光の増幅を行う。
光共振器に閉じ込められた光は、特定の共振周波数の定常波を生じる。生じる定在波のパターンはモードと呼ばれる。縦モードは周波数のみが異なる一方、横モードは周波数に加えてビーム断面に沿った強度分布も異なる。

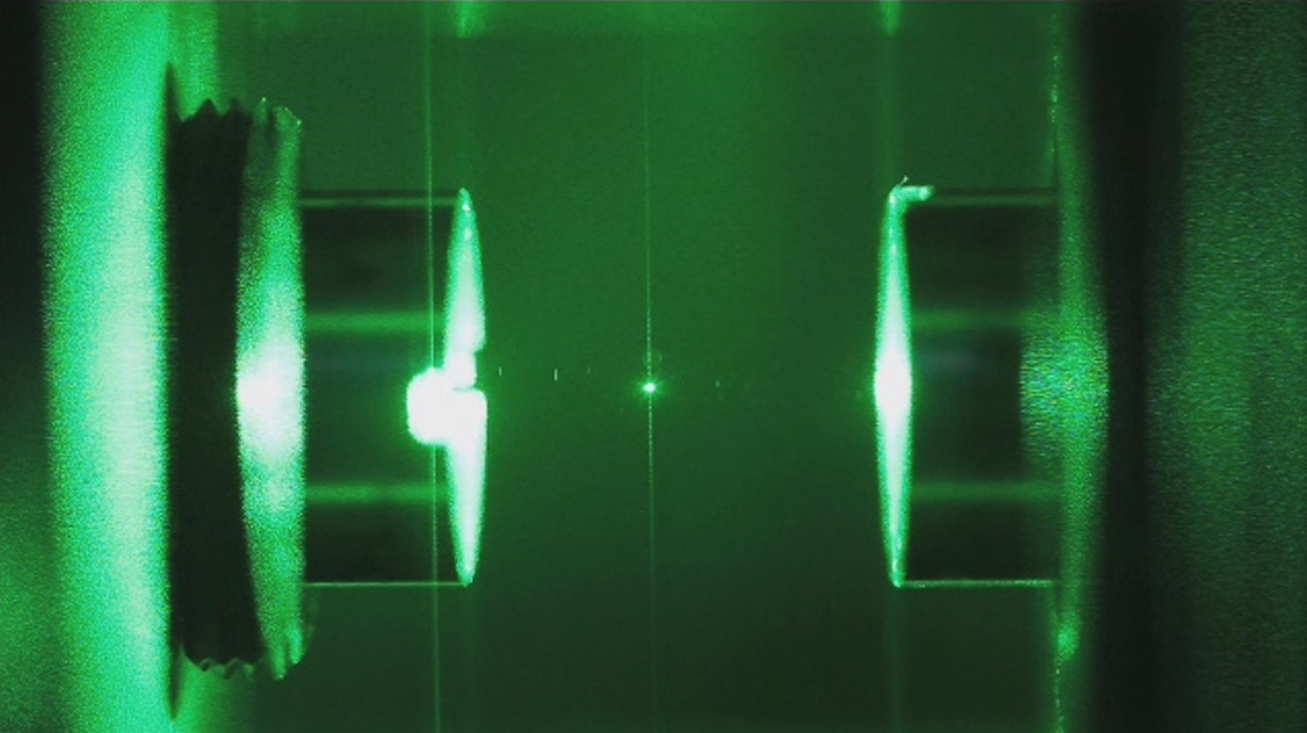
光共振器内に浮遊するガラスナノ粒子

二つの鏡の間の距離とそれぞれの焦点距離によって共振器の種類が区別される（平面鏡は必要な精度で配置することが困難であるため、あまり用いられない）。形状（共振器の種類）はビームを安定に保つ（ビームのサイズが反射されるごとに継続的に大きくならない）よう選択される必要がある。共振器の種類は、ビームウェストが最小となることや共振器内に焦点を持たないこと（そのため光の強度が極端な点を持たないこと）、その他の基準を満たすよう設計される。
光共振器はQ値を大きくする、すなわち光が非常に多数回反射されても減衰が小さくなるよう設計される。したがって、レーザーの周波数スペクトル幅と周波数の絶対値との比は非常に小さくなる。

## 共振器のモード

様々な曲率の二つの鏡からなる光共振器の種類とその内部の放射強度パターン

共振器内に閉じ込められた光は鏡の間を何回も反射し、干渉の効果により特定のパターンと周波数の光のみが共振器内に維持され、その他は弱めあう干渉により抑制される。一般的に、各往復で放射強度パターンが全く同じになるパターンが最も安定であり、これを固有モード、または共振器の「モード」と呼ぶ。
共振器のモードは次の二つの種類に分けられる。縦モードはそれぞれ周波数が異なり、横モードは周波数と光の放射強度パターンの両方が異なる。共振器の基底横モードはガウシアンビームである。

## 共振器の種類
光共振器の種類のうちもっとも一般的なものは平面鏡もしくは球面鏡を対向させたものである。このうち最も単純なものは対向する二つの平面鏡から成るもので、ファブリ・ペロー型共振器と呼ばれる。この配置は単純だが、整列させるのが困難なため大規模レーザーで用いられることは稀である。平面鏡は数秒角以内で整列させなければ共振器内のビームが「ウォークオフ」し、結果として共振器の端から漏れてしまう。しかし、この問題は鏡面間の距離が小さい (L < 1 cm) 短い共振器では相当抑えられる。したがって平行平面鏡共振器はマイクロチップやマイクロ共振器レーザー、半導体レーザーにおいて一般的に用いられる。このような場合、鏡を別に用いるのではなく反射性の光学薄膜コーティングが直接レーザー媒質に施される。平行平面鏡共振器はファブリ・ペロー干渉計の基礎でもある。
曲率半径がそれぞれ R1 および R2 の二枚の鏡を用いた共振器には、数々の一般的共振器形状が存在する。曲率半径が共振器長の半分と一致する (R1 = R2 = L / 2) 場合、共中心型共振器、または球型共振器と呼ばれる。この種類の共振器は共振器の中心において回折限界ビームウェストを生じ、また鏡の開口の全体を満たす大きなビーム直径を生じる。これに似たものとして半球形共振器、すなわち一つの平面鏡ともう一つの共振器長と等しい曲率半径をもつ鏡からなる共振器がある。
一般的で重要な設計のひとつとして、共焦点共振器、すなわち共振器長と曲率半径が等しい (R1 = R2 = L) 二つの鏡からなるものが挙げられる。この設計は共振器長を保った中で、共振器鏡におけるビーム直径が最小となるため、 横モードパターンの純度が重要なレーザーにおいてよく用いられる。
凹凸共振器は片方の鏡が凸面鏡で曲率半径が負となっている。この設計ではビーム焦点が共振器内に結ばれず、したがって強度が非常に強く、焦点において媒質が損傷してしまうような場合に有用である。

## 球形共振器
液滴などの透明な誘電体球も、興味深い光共振器を形成する。1986年、 Richard K. Chang らは染料のローダミン6Gをドープしたエタノールの微小液滴（半径 20–40 マイクロメートル）によるレーザー発振を実証した。この型の光共振器は球のサイズもしくは屈折率が変化するとき光学共振を起こす。このような共振は形状依存共振と呼ばれる。

## 安定性

二面鏡共振器の安定性ダイアグラム。青く塗られた部分が安定な形状に対応する。

共振器内のビームが周期的に再収束される安定な共振器を構成するためには、 R1, R2, L の値は制限される。もし 共振器が安定でない場合、ビームサイズは際限無く広がり、やがて共振器を構成する鏡のサイズを超えて失われてしまう。 光線伝播行列解析法などの手法を用いることにより、安定性条件を計算することができる。
{\displaystyle 0\leqslant \left(1-{\frac {L}{R_{1}}}\right)\left(1-{\frac {L}{R_{2}}}\right)\leqslant 1}
この不等式を満たす値が安定な共振器に対応する。
安定性条件は次のような各鏡の安定性パラメータ g を用い、g1 対 g2 のグラフを描けば図示することができる。
{\displaystyle g_{1}=1-{\frac {L}{R_{1}}},\qquad g_{2}=1-{\frac {L}{R_{2}}}}
ここで、曲線  g1g2 = 1 と軸で囲われた部分が安定となる。曲線上に丁度乗った点はギリギリ安定であり、すこしでも共振器長が変化すれば不安定となるため、実用上レーザーに用いられる共振器は安定線の内側で動作させることが多い。
この安定な領域は、「鏡と鏡をつなぐ線分と鏡の曲率中心が重なるが、片方がもう片方に完全に乗るわけではないならば共振器は安定となる」という単純な幾何学的命題により記述できる。
共焦点型共振器は、光線は共振器の中心に向う方向からズレても中心へと戻す性質が（他の型の共振器に比べて）最大である。このことにより、自然放射増幅光が抑えられるため、ビーム品質の向上と増幅器の高出力化に重要である。波動光学的には、このことはモードの固有値が縮退すると表現される。各反射ごとに 0,0 モードと 0,1 モードの位相は 90° ずれるので、一往復ごとに 180° ずれることになる。よって、モード間の干渉によりずれが生じる。

## 実用的共振器
光共振器が中空でない（例えばレーザー共振器のように活性媒質で見たされている）場合、L の値としては鏡の間の幾何学的な距離ではなく光路長を用いる必要がある。レンズなどの光学要素が共振器内に存在する場合、安定性とモードサイズが影響を受ける。さらに、ほとんどの活性媒質では熱その他の非均一性によりさまざまなレンズ効果が媒質中に生じるため、レーザー共振器の設計上考慮する必要がある。
実用的レーザー共振器は、「折り返し共振器」を構成するために三つ、四つ、もしくはそれ以上の鏡を用いる構成が一般的である。一般に、一対の曲面鏡により一つ以上の共焦点断面を形成し、平面鏡により共振器の残りを擬似コリメート状態とする。レーザービームの形状は共振器の型に依存し、近軸型共振器によるビームはガウシアンビームとして良くモデル化できる。特殊な場合ではビームを、単一横モードにより記述でき、その空間的性質はやはりガウシアンビームにより記述できる。より一般的には、ビームは複数の横モードの重ねあわせにより記述される。そのようなビームは、エルミート多項式もしくはインス多項式などの完全直交基底（二次元）関数系により精密に記述することができる。一方、不安定レーザー共振器はフラクタル形状ビームを生じることが示される。
折り畳み部分にあるビームウェストには、なんらかの共振器内要素が設置されることが多い。例えば、共振器減衰用の音響光学変調器や横モード制御用の真空空間フィルタなどが挙げられる。低出力レーザーの場合、レーザー活性媒質自体がビームウェストに設置される場合もある。大きな擬似コリメートビームには、フィルタやプリズム、回折格子などの追加的要素が必要であることが多い。
これらの設計により、共振器内のブリュースター角要素により生じる共振器内ビームの非点収差を補償することができる。 共振器を'Z'型配置にすることにより、'Δ'型や'X'型の共振器では補償できないコマ収差をも補償できる。 
非平面型共振器により、ビームプロファイルを回転させ、安定性を上げることができる。活性媒質中に生じる熱は共振器の周波数ドリフトを引き起こすため、非活性共振器で周波数を能動的に固定することもある。同様に、光ファイバーを用いた空間的フィルタリングにより指向安定性を向上させることができる。

### 配置

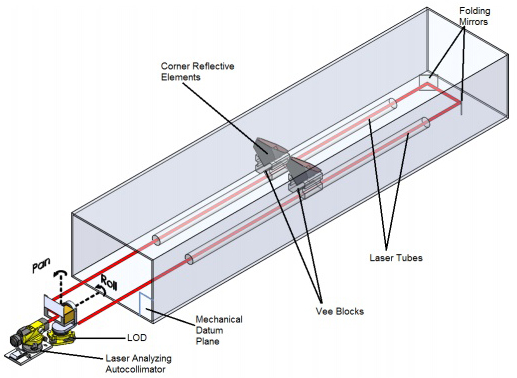
オートコリメータを用いた折り返し共振器の配置

光共振器の組立においては、精密な配置が重要である。ビーム出力とビーム品質を最高のものとするためには、光学要素の中心をビーム光路が通過するよう配置する必要がある。
単純共振器は共振器軸に沿ったアラインメントレーザー、すなわちコリメーションが良い可視光レーザーに用いられることが多い。ビーム光路と様々な光学要素からの反射を観察することにより、要素の位置と傾きを調整することができる。
より複雑な共振器の場合は、電子オートコリメータやレーザービームプロファイラなどの装置を用いて配置調整することもある。

## 光学遅延線
光路を折り畳むことにより小さなサイズで長い光路長を実現する多重パス光学遅延線として光共振器を用いることもできる。平面鏡を用いた平行平面共振器によりジグザグ光路を生じさせることができるが、上述の通りこのような設計は足音などの機械的外乱に非常に敏感である。曲面鏡を用いて近共焦点配置にする場合、光路は円形のジグザグ形となる。後者の配置はヘリオット型遅延線と呼ばれる。固定された挿入鏡が一方の曲面鏡の近くの軸から離れた位置に配置し、可動式の取り出し鏡が逆側の曲面鏡の近くのやはり軸からずれた位置に配置される。平面鏡の場合は単一の取り出し鏡に平坦線形ステージが用いられ、ヘリオット型遅延線の場合は二つの鏡に回転ステージが用いられる。
共振器内部におけるビーム回転によりビームの偏光状態が変化する。これを補償するため、線形ステージ上に三枚もしくは二枚の鏡を配置する三次元的二次元回帰反射配置の単一パス遅延線が追加で必要な場合がある。ビーム発散を調整するため、線形ステージの二つ目の台に二つのレンズを載せて用いることもある。二つのレンズはガウシアンビームの仮想終端鏡における平坦波面を生じさせる望遠鏡のように動作する。